# Le Démocrate de l’Aisne

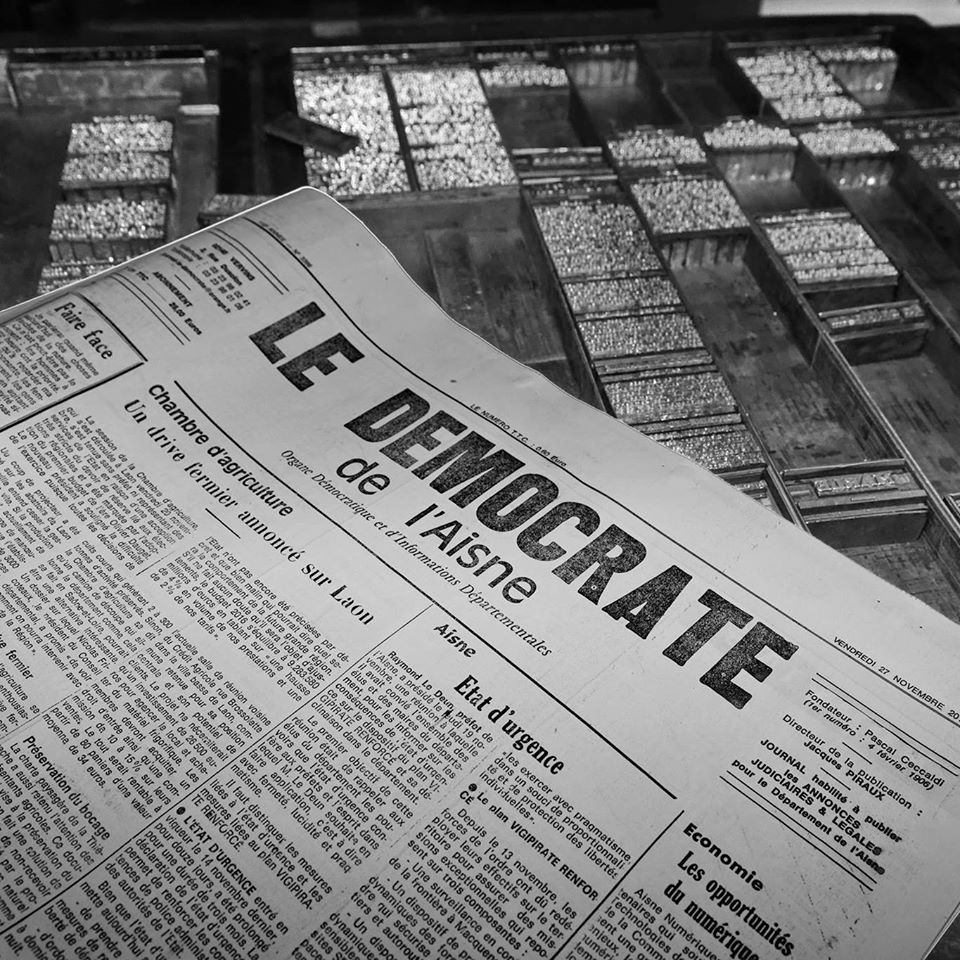
Ausgabe vom 27. November 2015

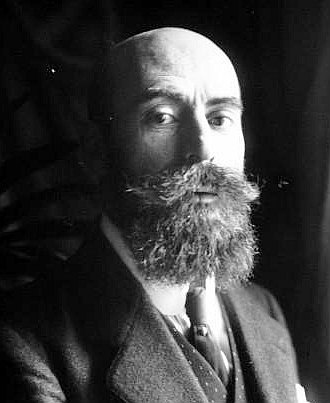
Pascal Ceccaldi, der Gründer der Zeitung

Le Démocrate de l’Aisne ist eine seit dem 4. Februar 1906 erscheinende Tageszeitung in Vervins, einer französischen Kleinstadt im Département Aisne in der Region Hauts-de-France. Die heute wöchentlich erscheinende Zeitung ist die letzte Zeitung in Westeuropa, die noch im traditionellen Bleisatzverfahren hergestellt wird.

## Geschichte
Der Gründer war Pascal Ceccaldi. Zunächst hieß die Zeitung Le Démocrate vervinois.
Der Verein Les Amis du Démocrate kaufte von der Gründerfamilie nach einem Insolvenzverfahren in den 1990er Jahren die Druckerei und verantwortet seitdem die Herausgabe der Zeitung.
Seit dem 22. Februar 2022 sind die Maschinen der Zeitungsdruckerei (Rotationsmaschine, Linotype-Setzmaschine u. a.) als Monument historique eingetragen (Base Palissy).

## Auflage
- 2015: 1200 Exemplare, davon 950 Abonnements
- 2020: 2150 Exemplare, davon 2000 Abonnements